# Чемернарський Гук
Чемерна́рський Гук — геологічна пам'ятка природи місцевого значення в Україні. Розташована в межах Вижницького району Чернівецької області, на південний схід від села Долішній Шепіт. 
Площа 12,2 га. Статус надано згідно з рішенням 20-ї сесії Чернівецької обласної ради IV скликання від 28.04.2005 року, № 66-20/05. Перебуває у віданні ДП «Берегометське лісомисливське господарство» (Чемернарське л-во, кв. 17, вид. 12—14). 
Статус надано з метою збереження мальовничого водоспаду заввишки бл. 4 м. Водоспад каскадного типу, розташований на потоці Зубринець, або Чемернар (басейн Сірету), в межах гірського масиву Покутсько-Буковинські Карпати.

## Світлини та відео

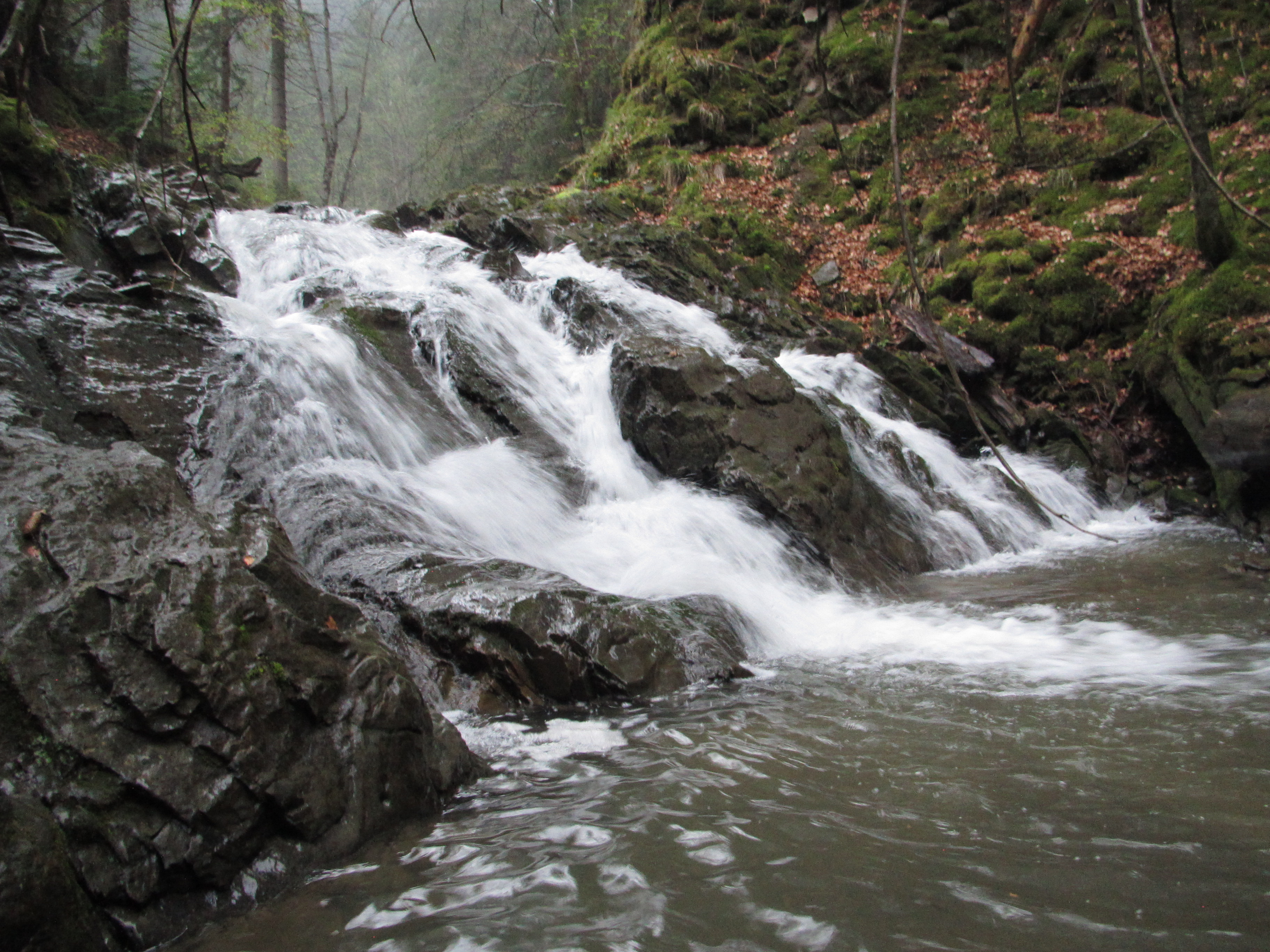
Водоспад зблизька
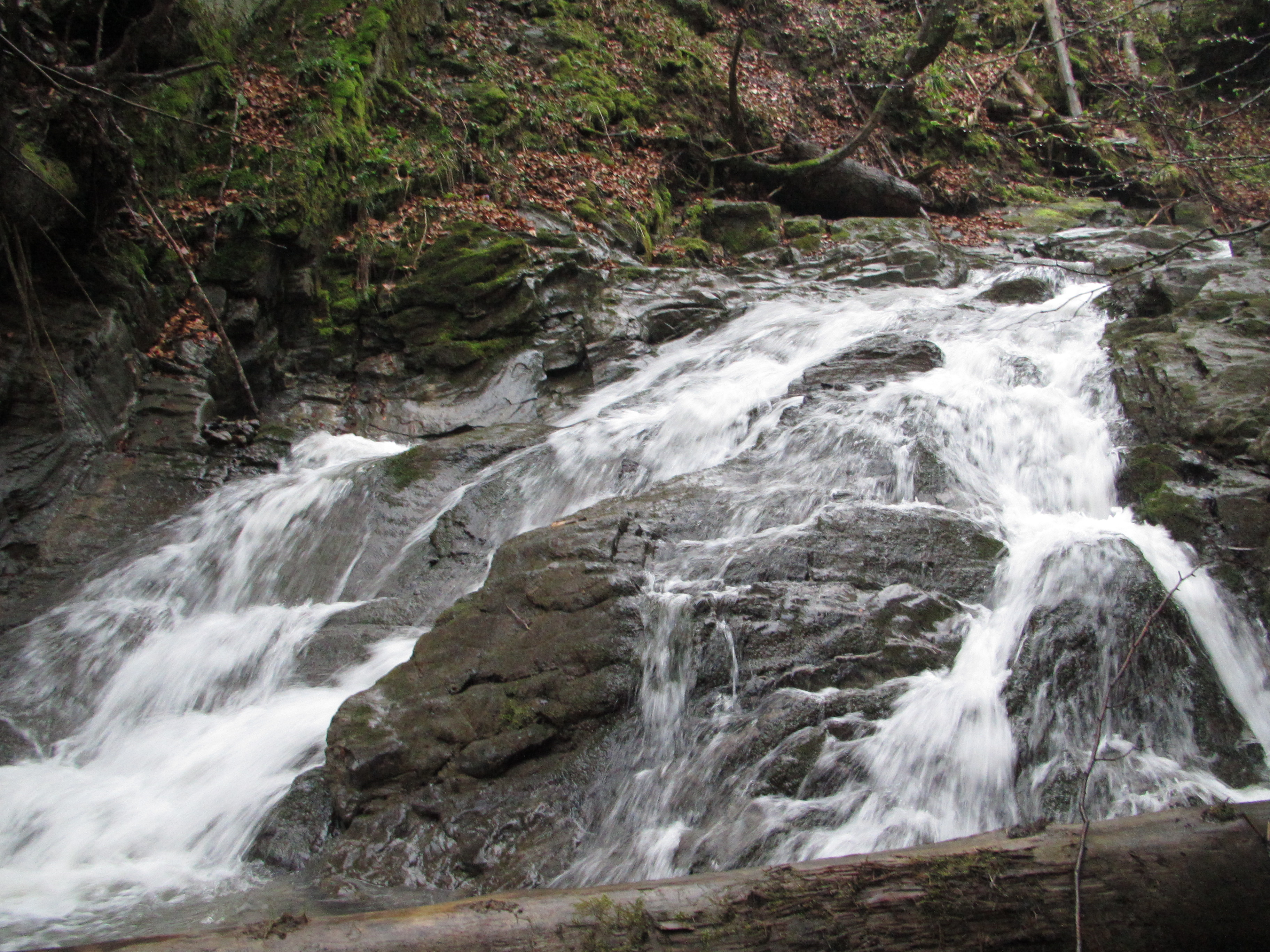
Водоспад збоку
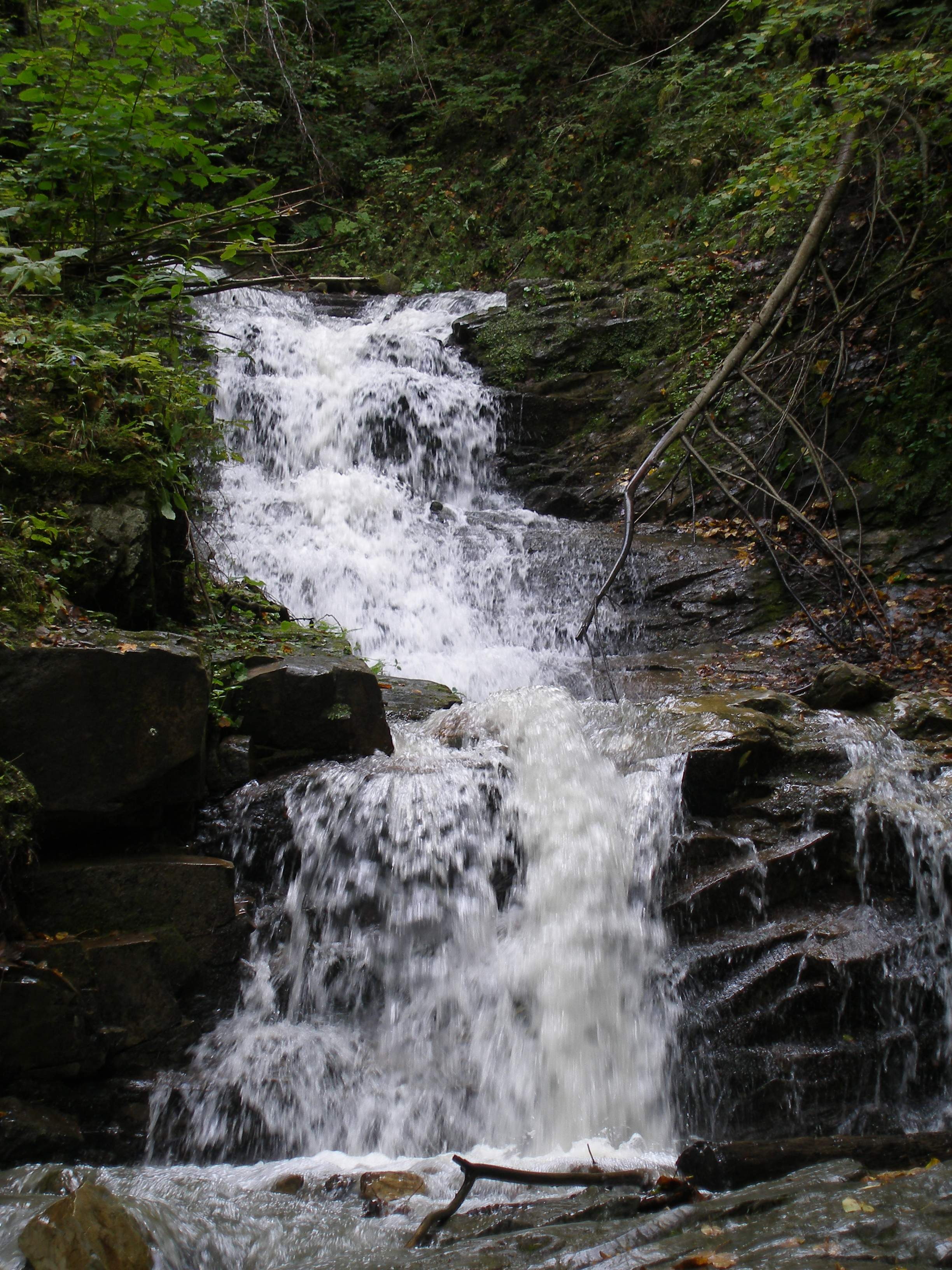
Водоспад восени
- Відео водоспаду